# Daniel Radu (bokser)
Daniel Radu (ur. 26 grudnia 1959 w Bukareszcie) – były rumuński pięściarz, uczestnik Letnich Igrzysk Olimpijskich w 1980 roku w Moskwie.

## Igrzyska Olimpijskie
Daniel Radu wystąpił na Igrzyskach Olimpijskich w Moskwie w 1980, w wadze muszej. W tych zawodach wygrał z Keithem Wallace’em, reprezentującym Wielką Brytanię. W ćwierćfinale przegrał z reprezentantem Węgier Jánosem Váradim.